# Hypatia
Hypatia (sinh k. 350-370; mất 415) là một triết gia Triết Học Hy Lạp, nhà thiên văn học, và nhà toán học người Hy Lạp, ở Alexandria, Ai Cập, khi đó là một phần của Đế quốc Đông La Mã. Bà là một nhà tư tưởng lớn thuộc trường phái Tân Plato ở Alexandria, nơi bà dạy về triết học và thiên văn học. Bà là nhà toán học nữ đầu tiên có cuộc đời được ghi chép xác đáng. Hypatia nổi tiếng trong thời đại của bà như một người thầy vĩ đại và là một nhà cố vấn thông thái.
Hypatia là một người ngoại giáo, nhưng bà rất khoan dung đối với những người Kitô giáo và đã từng dạy dỗ nhiều học trò Kitô giáo, bao gồm Synesius, sau này là Tổng giám mục Ptolemais. Các tài liệu cổ ghi lại rằng Hypatia được nhiều người ngoại giáo và người Kitô giáo yêu mến và bà có ảnh hưởng lớn đối với giới tinh hoa chính trị ở Alexandria. Tuy nhiên đến cuối đời, chính bà trở thành nạn nhân của các mâu thuẫn chính trị. Tháng 3 năm 415 sau công nguyên, Hypatia bị sát hại dã man bởi một đám đông người Kitô giáo
Vụ sát hạt Hypatia đã gây chấn động cả đế quốc, khiến bà được coi như một "người tử vì triết học", dẫn tới việc những người theo trường phái Tân Plato sau này như Damascius càng trở nên nhiệt thành chống Kitô giáo. Đến thời trung cổ, Hypatia được coi là biểu tượng của đức hạnh Kitô giáo và các học giả tin rằng bà là khởi nguồn của truyền thuyết về Thánh Catherine của Alexandria. Trong Thời đại Khai sáng, bà trở thành một biểu tượng của sự chống đối Nhà thờ Công giáo. Vào thế kỷ 19, trong văn học châu Âu, đặc biệt là cuốn tiểu thuyết Hypatia năm 1853 của Charles Kingsley, đã ca tụng bà là "triết gia Hy Lạp cuối cùng". Trong thế kỷ 20, Hypatia được coi là một biểu tượng cho cuộc vận động đòi quyền lợi cho phụ nữ, tiền thân của phong trào nữ quyền. Kể từ cuối thế kỷ 20, cái chết của Hypatia nhiều khi được gắn với sự phá hủy của Thư viện Alexandria, mặc dù trong lịch sử thực tế, thư viện đã không còn tồn tại ở thời của Hypatia.

## Cuộc đời

### Sinh ra và lớn lên

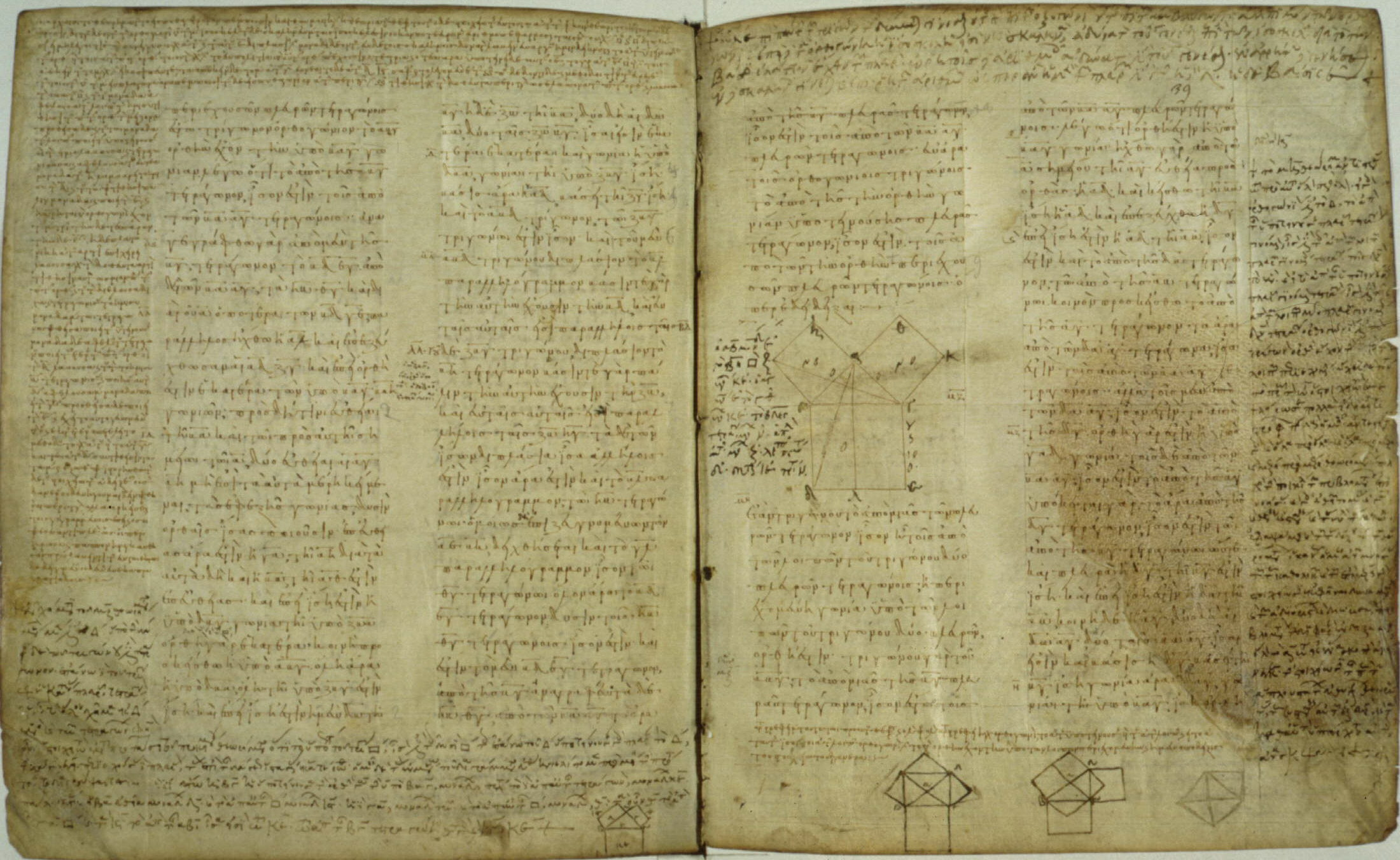
Cha của Hypatia, Theon thành Alexandria, được biết đến với việc biên soạn những phần còn sót lại của cuốn Cơ sở của Euclid. Hình ảnh được chụp từ một bản thảo ở thảo thế kỷ thứ chín

Hypatia là con gái của nhà toán học Theon thành Alexandria (k. 335 - k. 405 sau Công nguyên). Theo nhà sử học cổ điển Edward J. Watts, Theon là hiệu trưởng một một trường học tên là "Mouseion", được mô phỏng theo học viện Mouseion thời Hy Lạp hóa, vốn đã bị giải thể từ năm 260 sau Công nguyên. Trường học của Theon là một nơi danh giá và bảo thủ. Theon không chấp nhận những quan điểm của Iamblichus và tự hào về việc giảng dạy theo đường lối Tân Plato thuần túy của Plotinian. Mặc dù ông được coi là một nhà toán học lớn vào thời điểm đó, nhưng theo tiêu chuẩn hiện đại, các công trình của ông có thể coi là "nhỏ nhặt", "vụn vặt" và "không sáng tạo". Thành tựu chính của ông là biên soạn một phiên bản mới của bộ Cơ sở của Euclid, trong đó ông đã sửa chữa các lỗi ghi chép do tam sao thất bản qua suốt gần 700 năm. Ấn bản Cơ sở của Euclid của Theon trở thành phiên bản sách giáo khoa được sử dụng rộng rãi nhất trong nhiều thế kỷ và gần như đã thay thế hoàn toàn tất cả các phiên bản khác.
Mẹ của Hypatia không được đề cập trong các nguồn còn tồn tại. Năm sinh chính xác của Hypatia vẫn đang bị tranh cãi, được đề xuất trong khoảng từ 350 đến 370. Nhiều học giả đồng ý với suy luận của Richard Hoche rằng Hypatia được sinh ra vào khoảng năm 370. Theo một mô tả về Hypatia từ tác phẩm đã thất truyền Life of Isidore của nhà sử học tân Plato Damascius (k. 458 - k. 538), được lưu trữ ở khoản mục về bà trong Suda, một cuốn bách khoa toàn thư Byzantine thế kỷ thứ mười, Hypatia đã phát triển rực rỡ dưới triều đại Arcadius. Hoche lập luận rằng mô tả của Damascius về vẻ đẹp bên ngoài của Hypatia ám chỉ rằng bà nhiều nhất là 30 tuổi vào thời điểm đó, và năm 370 là 30 năm trước thời kỳ trị vì của Arcadius. Ngược lại, các giả thuyết cho rằng bà sinh ra sớm nhất là năm 350 dựa trên ngữ điệu của nhà biên niên sử John Malalas (khoảng 491 - 578), ám chỉ bà như một người lớn tuổi ở thời điểm bà qua đời vào năm 415. Robert Penella lập luận rằng cả hai giả thuyết đều có cơ sở không đáng tin cậy, vì thế mà năm sinh của bà tốt nhất nên để trống.

### Sự nghiệp
Hypatia là một triết gia theo trường phái Tân Plato, nhưng giống như cha mình, bà không đồng ý với những diễn giải của Iamblichus mà đi theo thuyết Tân Plato nguyên thủy của Plotinus. Triết học Alexandria rất nổi tiếng vào lúc bấy giờ và Alexandria được coi là một trong những kinh đô triết học của thế giới Hy -La, chỉ sau Athens. Hypatia có học trò đến từ khắp vùng Địa Trung Hải. Theo Damascius, bà dạy về các tác phẩm của Plato và Aristotle. Ông cũng nói rằng bà thường đi dạo ở Alexandria, khoác áo tribon, một loại áo choàng gắn liền với hình ảnh các triết gia, và thường giảng những bài diễn thuyết đầy ngẫu hứng trước công chúng.

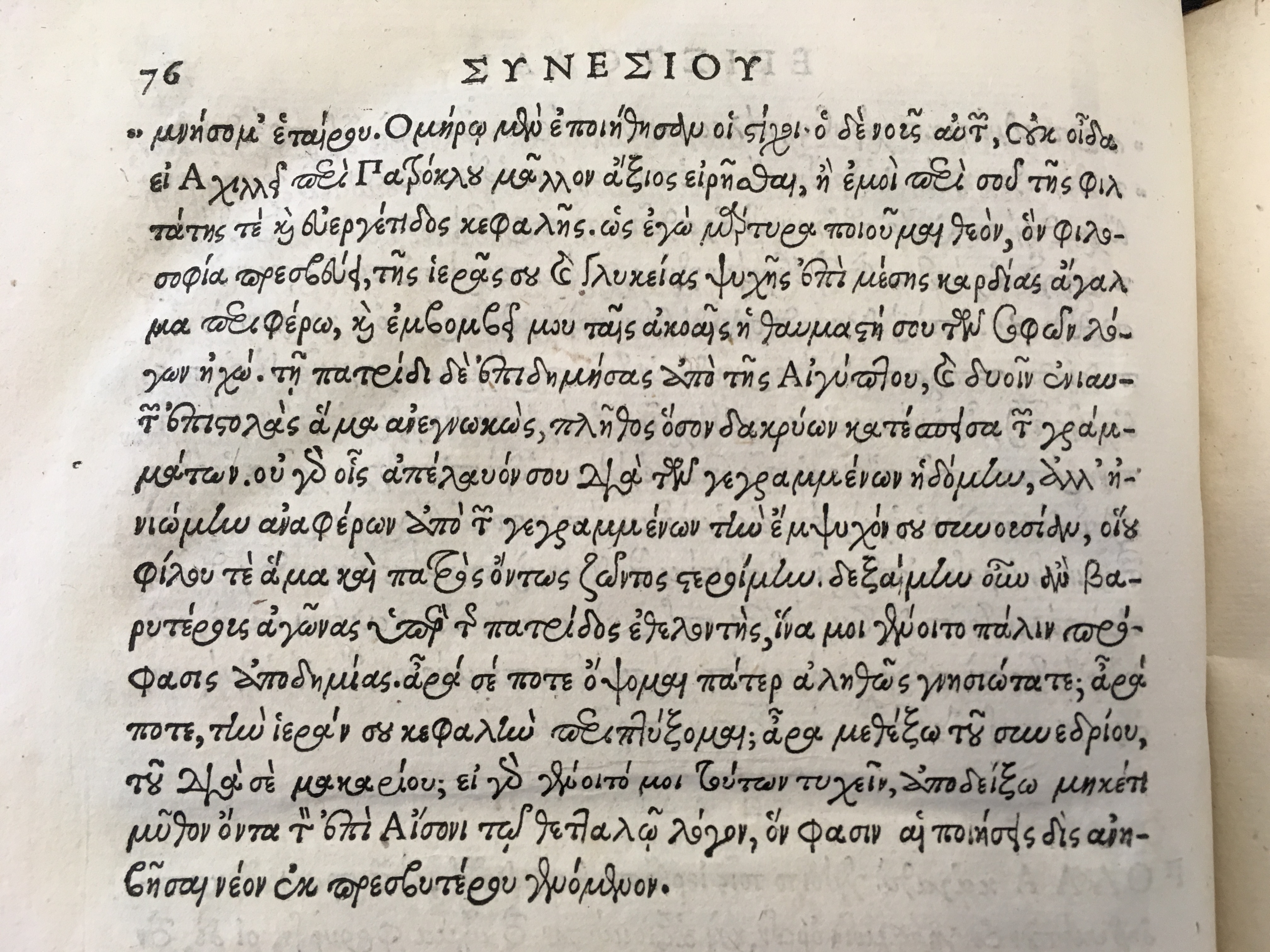
Văn bản gốc tiếng Hy Lạp của một trong bảy chữ cái còn lại của Synesius gửi cho Hypatia từ phiên bản in năm 1553

Theo Watts, hai nhánh của triết học Tân Plato đã được dạy ở Alexandria vào cuối thế kỷ thứ tư. Đầu tiên là chủ nghĩa Tân Plato ngoại giáo được dạy tại Serapeum, chịu ảnh hưởng rất lớn từ những lời giảng của Iamblichus. Nhánh thứ hai trung hòa hơn và ít mang tính, được tiếp thu bởi Hypatia và cha bà Theon, dựa trên những lời dạy của Plotinus. Mặc dù bản thân Hypatia là người ngoại đạo, bà rất khoan dung đối với những người Cơ đốc giáo.  Trên thực tế, mọi học trò được biết đến của bà đều là người Cơ đốc giáo. Một trong những học trò nổi bật nhất của bà là Synesius thành Cyrene,, sau này trở thành giám mục Ptolemais (hiện ở miền đông Libya) vào năm 410. Synesius tiếp tục trao đổi thư từ với Hypatia và bảy lá thư còn tồn tại của ông ta là nguồn thông tin chính về sự nghiệp của bà. Trong một lá thư viết vào khoảng năm 395 cho người bạn Herculianus của mình, Synesius mô tả Hypatia là "... một người rất nổi tiếng, danh tiếng của bà thật đáng kinh ngạc. Bản thân chúng tôi quả quyết rằng, bà chính là người nắm giữ những bí ẩn của triết học."

Nhà sử học Cơ đốc giáo Socrates thành Constantinople, một người cùng thời với Hypatia, đã mô tả bà trong cuốn Lịch sử Giáo hội của mình:
Ở Alexandria có một người phụ nữ tên là Hypatia, con gái của triết gia Theon, đã có những thành tựu đáng kinh ngạc trong văn chương và khoa học, vượt xa những triết gia cùng thời của mình. Là người kế tục trường phái của Plato và Plotinus, bà đã giảng dạy những nguyên lí của triết học cho những môn đệ của mình, rất nhiều trong số đó tìm đến từ những nơi xa xôi để được bà dẫn lối. Với phong thái ung dung và tự trọng, đạt được qua hành trình suy tưởng với những chiêm nghiệm sâu sắc, bà không ít lần xuất hiện kiêu hãnh chốn công cộng, bất kể trước sự hiện diện của những kẻ cầm quyền. Bà cũng không hề ngượng ngùng khi đứng trước một hội đồng vốn chỉ dành cho đàn ông. Tất cả những người đàn ông biết đến đức hạnh và phẩm giá phi thường của bà đều ngưỡng mộ bà gấp bội.

 Philostorgius, một nhà sử học Kitô giáo khác, cũng là một người cùng thời Hypatia, nói rằng bà đã vượt xa cha mình trong toán học, và nhà ngôn ngữ học Hesychius thành Alexandria đã ghi lại rằng, giống như cha mình, bà cũng là một nhà thiên văn học xuất chúng. Damascius viết rằng Hypatia "có sắc đẹp phi thường và hình thể cân đối", nhưng không có thêm gì khác được biết về ngoại hình của bà và không có mô tả cổ nào về bà tồn tại. Damascius nói rằng Hypatia là một trinh nữ trong suốt cuộc đời và rằng, khi một trong những người đàn ông tới tham dự bài giảng cố gắng tán tỉnh bà, bà đã chơi đàn lia để đánh tan dục vọng của hắn. Khi hắn vẫn không chịu từ bỏ đeo đuổi bà, bà đã từ chối hắn thẳng thừng, quăng cho hắn xem một miếng vải kinh nguyệt đầy máu và tuyên bố: "Đây mới là những gì ông thực sự yêu, chàng trai trẻ, chứ ông không yêu cái đẹp vì chính bản thân nó." Damascius nói thêm rằng chàng trai trẻ bị tổn thương đến nỗi anh ta từ bỏ ham muốn của mình ngay lập tức.

## Cái chết

### Bối cảnh

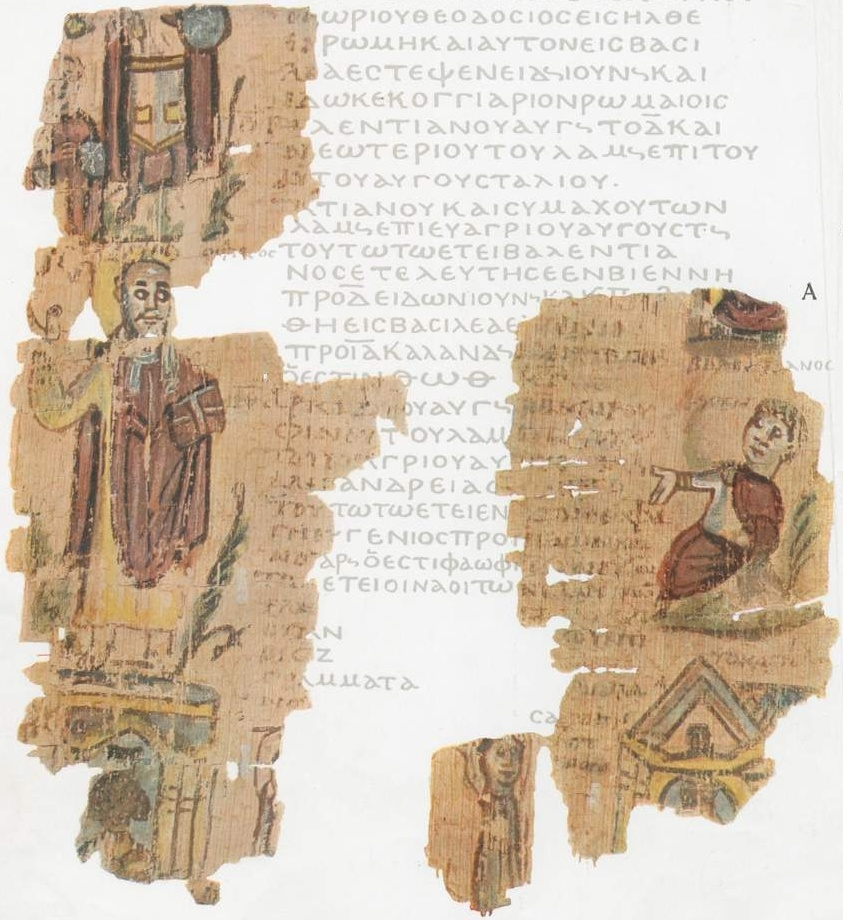
Hình vẽ từ Biên niên sử Thế giới Alexandrian, mô tả Giáo hoàng Theophilus của Alexandria, với Phúc âm trong tay, đứng trong tư thế người chiến thắng trên đỉnh Serapeum vào năm 391 sau Công nguyên

Từ 382 - 412, giám mục Alexandria là Theophilus. Theophilus là người phản đối mạnh mẽ chủ nghĩa Tân Plato và vào năm 391, ông đã phá hủy Serapeum. Mặc dù vậy, Theophilus đã rất khoan dung đối với trường học của Hypatia và có vẻ đã xem bà như là một đồng minh của mình. Theophilus đã hậu thuẫn cho một học sinh của Hypatia, Synesius, trở thành giám mục. Theophilus cũng cho phép bản thân Hypatia có mối quan hệ gần gũi với các quận trưởng La Mã và các chính khách nổi bật khác. Nhờ vào đó, Hypatia trở nên cực kỳ nổi tiếng với người dân Alexandria và có một ảnh hưởng sâu sắc tới tình hình chính trị.
Theophilus đột ngột qua đời vào năm 412. Một cuộc đấu tranh quyền lực dữ dội đối với giáo phận đã nổ ra giữa Cyril, cháu trai của Theophilus và đối thủ là Timothy. Cyril đã chiến thắng và ngay lập tức bắt đầu trừng phạt những người đã ủng hộ Timothy. Trường học của Hypatia cũng bị liên lụy. Trong một bức thư viết cho Hypatia năm 413, Synesius yêu cầu bà can thiệp với tư cách hai cá nhân bị ảnh hưởng bởi cuộc xung đột dân sự đang diễn ra ở Alexandria. Ông nhấn mạnh rằng: "Bạn luôn luôn nắm giữ sức mạnh và bạn có thể mang lại điều tốt lành bằng cách sử dụng sức mạnh đó." Ông cũng nhắc nhở bà rằng bà đã dạy ông một triết gia Tân Plato phải có các tiêu chuẩn đạo đức cao nhất trong đời sống chính trị và hành động vì lợi ích của đồng bào họ.
Năm 414, Cyril đã đóng cửa tất cả các giáo đường ở Alexandria, tịch thu tất cả tài sản thuộc về người Do Thái và trục xuất tất cả người Do Thái ra khỏi thành phố. Orestes, quận trưởng La Mã của Alexandria, cũng là bạn thân của Hypatia và là một người cải đạo gần đây theo Cơ đốc giáo, đã bị xúc phạm bởi hành động của Cyril và gửi tấu chương hạch tội ông tới Hoàng đế.   Xung đột leo thang và một cuộc bạo loạn nổ ra, trong đó parabalani, một nhóm giáo sĩ Kitô giáo dưới quyền của Cyril, suýt giết chết Orestes. Như hình phạt, Orestes bắt Ammonius, vị tu sĩ đã khởi đầu cuộc bạo loạn, bị tra tấn công khai đến chết. Mâu thuẫn của Cyril và Orestes tiếp tục gia tăng. Orestes thường tìm đến Hypatia để xin những lời khuyên thông thái từ bà, bởi vì bà được cả người ngoại đạo và người Kito giáo yêu mến, và không hề tham dự vào các cuộc xung đột tôn giáo.

Bất chấp danh tiếng của Hypatia, Cyril và các đồng minh đã cố gắng tìm cách làm mất uy tín và bôi nhọ bà. Theo Socrates Scholasticus, có những tin đồn cáo buộc Hypatia đã cản trở việc Orestes hòa giải với Cyril. Những tin đồn khác lan rộng trong dân chúng Christian Alexandria thời bấy giờ vẫn còn được lưu lại trong các tác phẩm của một giám mục Coptic Ai Cập, John thành Nikiû, ở thế kỉ 7, trong cuốn Biên niên sử của ông cáo buộc rằng Hypatia đã tham gia vào các nghi lễ thực hành đạo satan và đã cố tình cản trở ảnh hưởng của nhà thờ đối với Orestes:
 Và vào những ngày này, ở Alexandria xuất hiện một nữ triết gia, một kẻ dị giáo tên là Hypatia, ả luôn nhiệt thành với ma thuật, chiêm tinh và nhạc cụ, và đã mê hoặc được nhiều người bằng những mưu ma chước quỷ. Và vị thống đốc của thành phố tôn sùng ả hết mực; vì ả đã dùng ma thuật để bảo hộ hắn. Và hắn ta không còn đến nhà thờ như là một thói quen... Và không chỉ thế, hắn đã giúp ả dụ dỗ thêm nhiều tín đồ, và chính hắn ta còn chứa chấp những kẻ không tin Chúa trong nhà. 

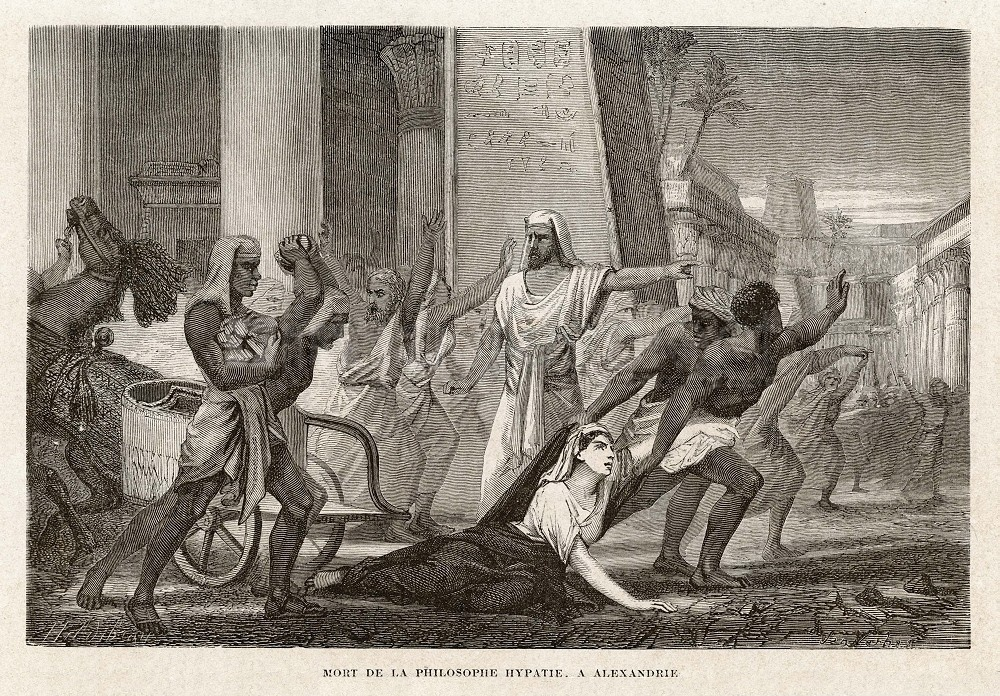
Minh họa của Louis Figuier trong Vies des savants Illustres, depuis l'antiquité jusqu'au dix-neuvième siècle, năm 1866, thể hiện sự tưởng tượng của tác giả về cuộc tấn công Hypatia.

### Bị sát hại

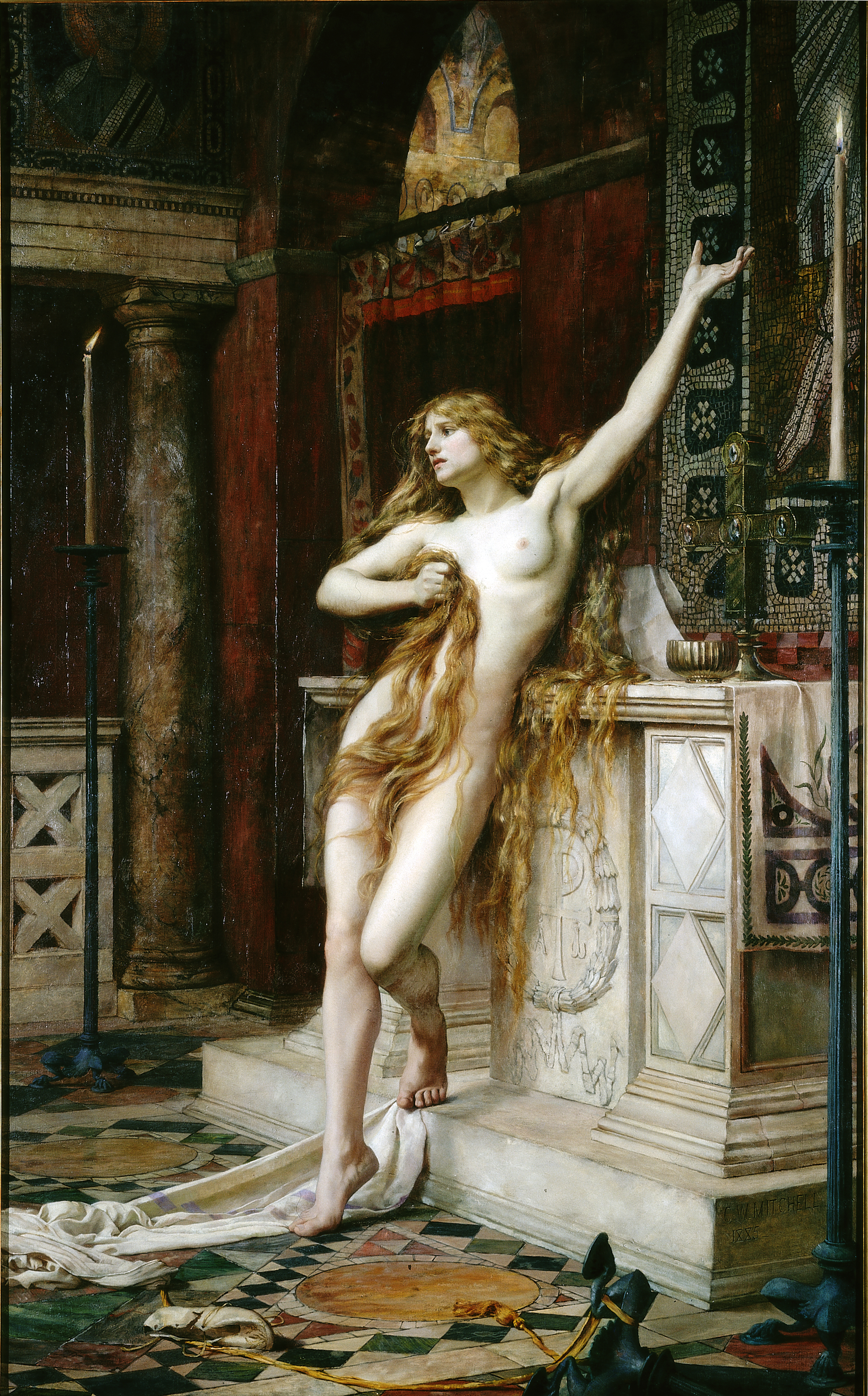
Hypatia (1885) của Charles William Mitchell, được cho là mô tả một cảnh trong tiểu thuyết Hypatia năm 1853 của Charles Kingsley

Theo Socrates Scholasticus, trong mùa Chay Ki tô giáo, tháng ba 415, một đám đông của các Kitô hữu dưới sự lãnh đạo của một người tên là Peter, đã chặn đường xe ngựa của Hypatia trên đường bà về nhà. Họ kéo bà vào một tòa nhà được gọi là Kaisarion, một ngôi đền ngoại giáo cũ ở Alexandria đã được chuyển đổi thành một nhà thờ Thiên chúa giáo. Ở đó, đám đông đã lột trần Hypatia và giết bà bằng cách sử dụng các mảnh ostraka, có thể được dịch là "ngói lợp" hoặc "vỏ hàu". Damascius nói thêm rằng họ cũng móc mắt của bà. Họ xé xác bà thành từng mảnh và kéo tứ chi của bà qua thị trấn đến một nơi gọi là Cinarion, rồi thiêu chúng. Theo Watts, điều này phù hợp với cách thức truyền thống mà người Alexandria mang thi thể của "những tên tội phạm xấu xa nhất" ra bên ngoài rìa thành phố để hỏa thiêu như một cách thanh tẩy cho thành phố.  Mặc dù Socrates Scholasticus không bao giờ chỉ rõ những kẻ sát hại Hypatia, chúng thường được coi là thành viên của parabalani. Christopher Haas nghi ngờ về điều này và cho rằng những kẻ giết người có nhiều khả năng là "một đám đông cư sĩ Alexandrian".
Socrates Scholasticus cho rằng vụ giết người của Hypatia hoàn toàn mang động cơ chính trị và không đề cập đến việc Hypatia là một người ngoại giáo có liên quan gì đến cái chết của bà. Thay vào đó, ông lý giải rằng "bà ấy đã trở thành nạn nhân của sự ghen ghét chính trị mà vào thời điểm đó đã trở nên thắng thế. Vì bà ấy thường xuyên nói chuyện với Orestes, cộng đồng Kitô giáo xem bà như kẻ đã ngăn cản Orestes hòa giải với giám mục." Socrates Scholasticus lên án một cách dứt khoát các hành động của đám đông, tuyên bố, "Chắc chắn không có gì có thể đi ngược lại tinh thần của Kitô giáo hơn là việc cho phép các vụ thảm sát, gây gổ và trao đổi kiểu đó."

### Hậu quả
Cái chết của Hypatia đã gây nên một làn sóng dữ dội lan khắp đế quốc. Trong nhiều thế kỷ, địa vị của các triết gia được coi là bất khả xâm phạm, kể cả trong những tình huống bạo lực vẫn thi thoảng xảy ra ở các thành phố La Mã, và việc một nữ triết gia bị sát hại tập thể được xem như một dấu hiệu cực kì "nguy hiểm và hỗn loạn" cho nền tảng xã hội. Mặc dù không có bằng chứng cụ thể nào cho thấy Cyril có liên quan tới vụ sát hại Hypatia, người ta tin rằng chính ông ta là người đứng đằng sau vụ việc. Kể cả khi Cyril không trực tiếp ra lệnh, chiến dịch bôi nhọ của ông ta chống lại Hypatia đã kích động nó. Hội đồng thành phố Alexandrian cảm thấy bất an về hành vi của Cyril  và gửi một sứ giả đưa tin đến Constantinople. Cố vấn của Theodosius II đã mở một cuộc điều tra để xác định vai trò của Cyril trong vụ giết người.
Cuộc điều tra đã dẫn đến việc các hoàng đế Honorius và Theodosius II ban hành một sắc lệnh vào mùa thu năm 416, trong đó cố gắng tước bỏ parabalani khỏi tay Cyril và đặt đội quân này dưới quyền kiểm soát của Orestes. Sắc lệnh đã hạn chế parabalani khỏi việc tham dự "bất kỳ hoạt động công cộng nào" hoặc bước vào "nơi hội họp của một hội đồng thành phố hoặc phòng xử án." Nó cũng hạn chế nghiêm ngặt việc tuyển mộ thêm  bằng cách giới hạn tổng số parabalani không quá năm trăm. Cyril bị cho là đã phải mua chuộc một trong những quan chức của Theodosius II để trốn tội. Watts cho rằng vụ sát hại Hypatia là bước ngoặt trong cuộc chiến giành quyền lực của Cyril. Hypatia đã từng là mắt xích quan trọng giúp phe đối lập của Orestes chống lại Cyril, cho nên sau khi bà qua đời, nó nhanh chóng tan rã. Hai năm sau, Cyril đã lật ngược thành công đạo luật đặt parabalani dưới sự kiểm soát của Orestes và vào đầu những năm 420, Cyril đã nắm quyền thống trị hội đồng thành phố Alexandrian.

## Tác phẩm
Hypatia được mô tả như một thiên tài toàn diện, nhưng bà có lẽ thiên về là một người thầy và nhà phê bình nhiều hơn là một nhà cải cách. Không có bằng chứng nào cho thấy Hypatia từng công bố bất kỳ công trình độc lập nào về triết học và bà dường như không thực hiện bất kỳ phát hiện toán học đột phá nào. Trong thời kỳ của Hypatia, các học giả bảo tồn các tác phẩm toán học cổ điển và nhận xét về chúng để phát triển lập luận của họ, thay vì xuất bản các tác phẩm mới. Điều này gợi ý rằng việc đóng cửa Mouseion và Serapeum bị phá hoại có thể khiến Hypatia và cha bà tập trung mọi nỗ lực vào việc bảo tồn sách toán học giúp chúng đến được với học trò của mình. Suda cho rằng tất cả các tác phẩm của Hypatia đã bị mất, nhưng các học giả hiện đại đã xác định được một số tác phẩm của bà còn tồn tại.  Hypatia viết bằng tiếng Hy Lạp, ngôn ngữ được sử dụng bởi hầu hết những người có học ở Đông Địa Trung Hải vào thời điểm đó. Trong thời cổ đại, thiên văn học được xem như có bản chất là toán học, và không có sự phân biệt giữa toán học và số học hay thiên văn học và chiêm tinh học.

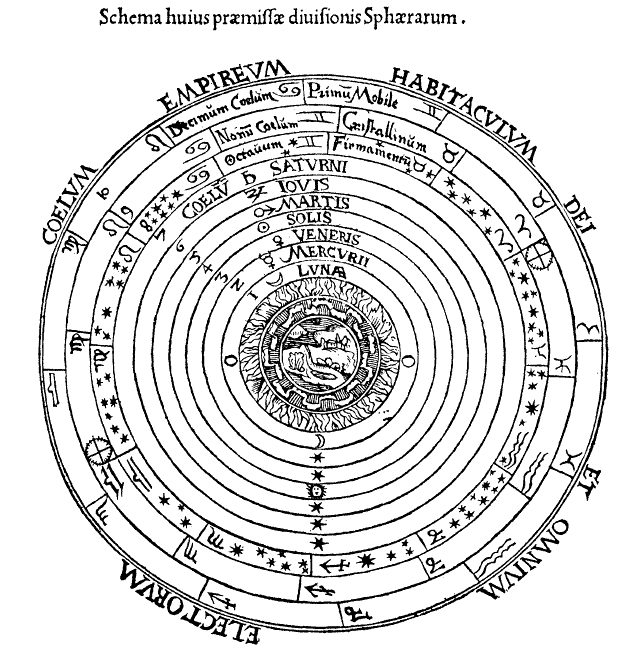
Hypatia được biết là đã biên tập ít nhất là quyển III của bộ Almagest của Ptolemy, ủng hộ mô hình địa tâm của vũ trụ được thể hiện trong sơ đồ này.

Hypatia hiện được xác định là đã biên tập phiên bản hiện tại của cuốn III bộ  Almagest của Ptolemy, và đóng góp cải tiến một số thuật toán cần thiết cho tính toán thiên văn. Nhà cổ điển học Alan Cameron nói thêm rằng có thể Hypatia có thể đã biên tập không chỉ Quyển III mà là toàn bộ chín cuốn sách còn tồn tại của Almagest.

Hypatia đã viết một bài bình luận về chuyên luận của Apollonius người Pergaeus về cách phân chia hình nón, nhưng đã bị thất lạc.

Hypatia đã viết bình luận về bộ Arithmetica gồm mười ba tập của Diophantus (khoảng năm 250 sau Công nguyên), với lời giải cho hơn 100 bài toán bằng phương pháp đại số. Bà cũng đã viết bình luận về chuyên luận của Apollonius người Pergaeus về cách phân chia hình nón, nhưng bài viết này hiện không còn tồn tại. Bà cũng đã lập ra một "Bảng đo thiên văn ";  đây có thể là một phiên bản mới của Bảng tiện dụng của Ptolemaios hoặc là nằm trong bình luận về Almagest đã nói ở trên. Để bình luận về phần toán nâng cao của Apollonius hay lập bảng đo thiên văn yêu cầu phải có một trình độ toán học rất cao. Vì thế, hầu hết các học giả ngày nay công nhận rằng Hypatia phải là một trong những nhà toán học hàng đầu thời đó.

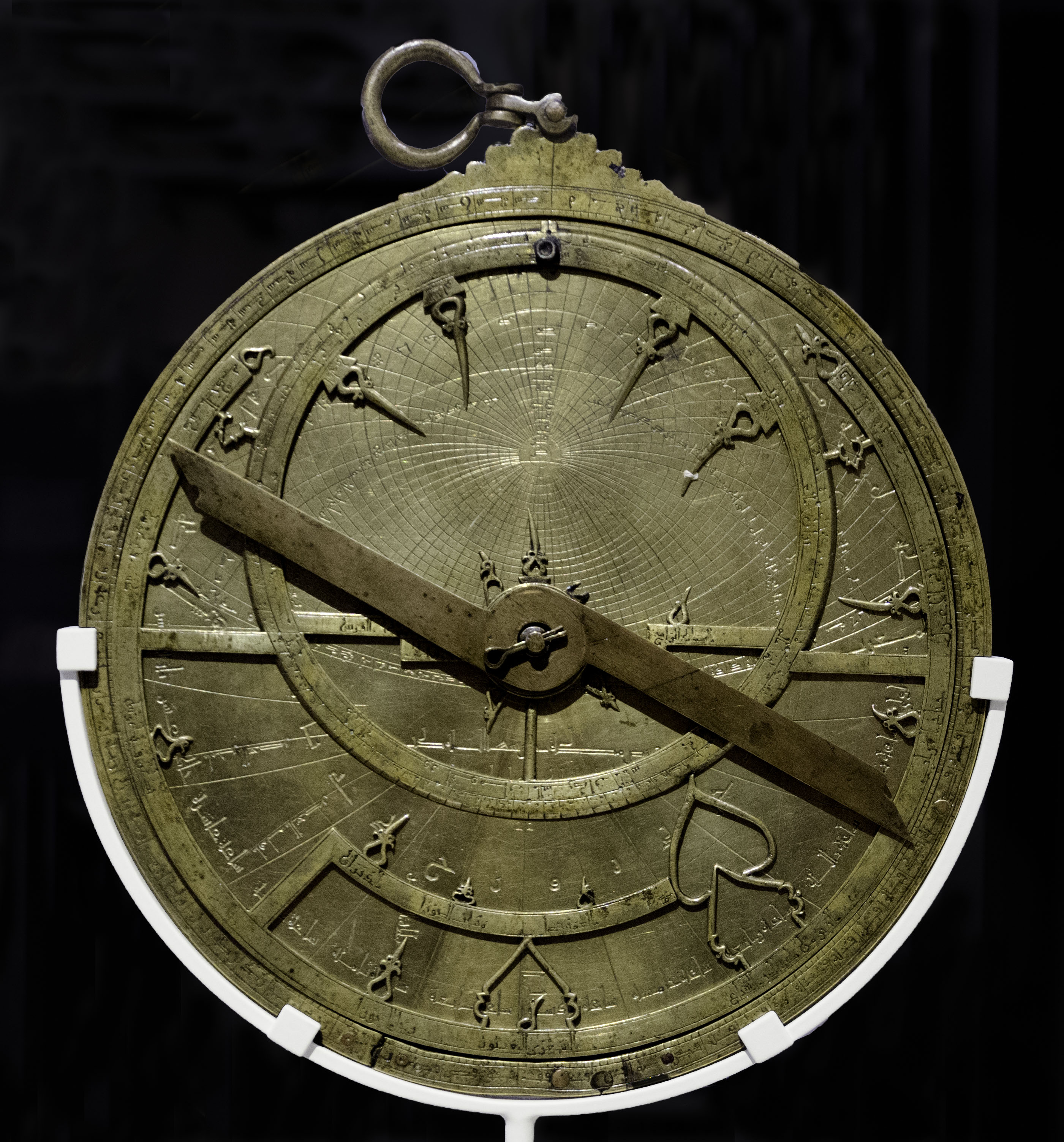
Hypatia được cho rằng có thể chế tạo được các máy đo độ cao thiên văn, như chiếc được hiển thị ở trên có niên đại từ thế kỷ thứ mười một.

Một trong những lá thư của Synesius có chi tiết rằng Hypatia đã dạy ông chế tạo một chiếc thước trắc tinh bằng bạc để làm quà cho một vị quan chức. Thước trắc tinh là một công cụ dùng để tính ngày và giờ dựa trên vị trí của các ngôi sao và hành tinh, hoặc cũng có thể được sử dụng để dự đoán vị trí các ngôi sao và hành tinh vào bất kỳ ngày nào. Nhiều người hiểu lầm từ lá thư của Synesius rằng Hypatia đã phát minh ra chiếc máy này, nhưng trên thực tế, thước trắc tinh đã có mặt từ ít nhất 500 năm trước khi Hypatia ra đời. Ngữ điệu của Synesius chỉ ra rằng Hypatia không phải người thiết kế hay chế tạo thước trắc tinh, mà đóng vai trò là người hướng dẫn và tư vấn giúp ông chế tạo nó.
Trong một bức thư khác, Synesius thỉnh cầu Hypatia chế tạo giúp ông một "ống thủy văn", một thiết bị hiện được gọi là tỷ trọng kế, dùng để xác định mật độ hoặc trọng lượng riêng của chất lỏng. Từ lá thư này, nhiều người cho rằng Hypatia đã phát minh ra tỷ trọng kế. Tuy nhiên, chi tiết Synesius mô tả kĩ lưỡng công cụ này cho Hypatia cho thấy rằng ông nghĩ là bà chưa hề biết đến thiết bị này, nhưng tin tưởng bà có thể phục dựng nó dựa qua lời mô tả.
Tuy tên tuổi Hypatia thường được tác giả hiện đại gắn với nhiều phát minh khác nhau, nhưng phần lớn trong số đó không có bằng chứng thực tế. Booth kết luận: "Danh tiếng thời nay của Hypatia như một nhà triết học, nhà toán học, nhà thiên văn học và nhà phát minh cơ học, không phù hợp với số lượng chứng cứ còn sót lại về các công trình của bà. Hoặc có thể là do hiện nay chúng ta vẫn chưa thể tìm được đầy đủ các chứng cứ hợp lí."

## Di sản

### Thời cổ đại
Hypatia không phải là người ngoại đạo cuối cùng hay là triết gia Tân Plato cuối cùng. Triết học Tân Plato và ngoại giáo vẫn tồn tại trong nhiều thế kỷ sau khi bà qua đời. Booth lưu ý rằng một số lượng lớn các học đường mới đã được xây dựng tại Kom el Dikka, Alexandria không lâu sau cái chết của Hypatia, cho thấy triết học rõ ràng vẫn được giảng dạy tại Alexandrian. Trên thực tế, chủ nghĩa Tân Plato phát triển mạnh ở khắp phía đông Địa Trung Hải trong suốt 200 năm tiếp theo, với các nhà triết học như Hierocles thành Alexandria, John Philoponus, Simplicius thành Cilicia và Olympiodorus trẻ tiếp tục thực hiện các quan sát thiên văn, dạy toán và viết phê bình về các tác phẩm của Plato và Aristotle. Booth chỉ ra rằng Hypatia thậm chí không phải là nữ triết gia Tân Plato cuối cùng. Những nữ triết gia Tân Plato đáng chú ý tiếp sau bà có thể kể đến như: Aedesia, Asclepigenia và Theodora thành Emesa.
Tuy nhiên, theo Watts, Hypatia không có người thừa kế được chỉ định, không có hôn phối hay con cái và cái chết đột ngột của bà không chỉ khiến di sản của bà không được bảo vệ mà còn gây ra phản ứng dữ dội đối với toàn bộ lý tưởng bà. Hypatia, với lòng khoan dung đối với các học trò Kitô giáo và sẵn sàng hợp tác với các nhà lãnh đạo Kitô giáo, đã hy vọng thành lập một tiền lệ rằng chủ nghĩa Tân Plato và Kitô giáo có thể cùng tồn tại hòa bình và hợp tác. Nhưng không may, cái chết của bà và việc chính quyền Kitô giáo thất bại trong việc đem những kẻ sát nhân ra công lí đã hủy hoại hoàn toàn triển vọng này. Theo đó, những triết gia  Tân Plato sau này như Damascius đã coi  những giám mục Kitô giáo như "những kẻ nguy hiểm, đố kị và phản triết học." Hypatia được xem là một người "tử vì triết học" và vụ sát hại bà đã khiến các triết gia ngày càng hướng về ngoại giáo  và giúp tạo ra một ý thức hệ phi chủ lưu giữa các triết gia như những nhà ngoại giáo truyền thống đối lập với Kitô giáo chủ lưu. Do đó, trong khi cái chết của Hypatia không đặt dấu chấm hết cho toàn bộ triết học Tân Plato, Watts cho rằng nó đã kết thúc một thời kì mang tính đa dạng đặc biệt trong trường phái này.
Ngay sau khi Hypatia bị sát hại, một lá thư chống Kitô giáo giả danh bà xuất hiện. Damascius "lo rằng họ đã cố lợi dụng vụ bê bối về cái chết của Hypatia", và quy trách nhiệm cái chết của bà cho Tổng giám mục Cyril và vây cánh của ông ta. Một đoạn văn từ Cuộc đời Isidore của Damascius, được bảo tồn ở Suda, đã kết luận rằng vụ giết người của Hypatia là do sự đố kị của Cyril với "trí tuệ siêu việt của bà, đặc biệt là trong lĩnh vực thiên văn học". Lời kể của Damascius về vụ sát hại Hypatia là nguồn lịch sử duy nhất quy trách nhiệm trực tiếp cho Tổng giám mục Cyril. Đồng thời, Damascius cũng không hoàn toàn hướng về Hypatia; ông mô tả bà không hơn gì một người Cynic lang thang, và so sánh bà với thầy dạy của mình là Isidore thành Alexandria, nhận xét rằng "Isidorus vượt xa Hypatia, không chỉ như là một người đàn ông vượt qua phụ nữ, mà theo cách một triết gia chân chính vượt qua một nhà hình học thuần túy."

### Thời trung đại

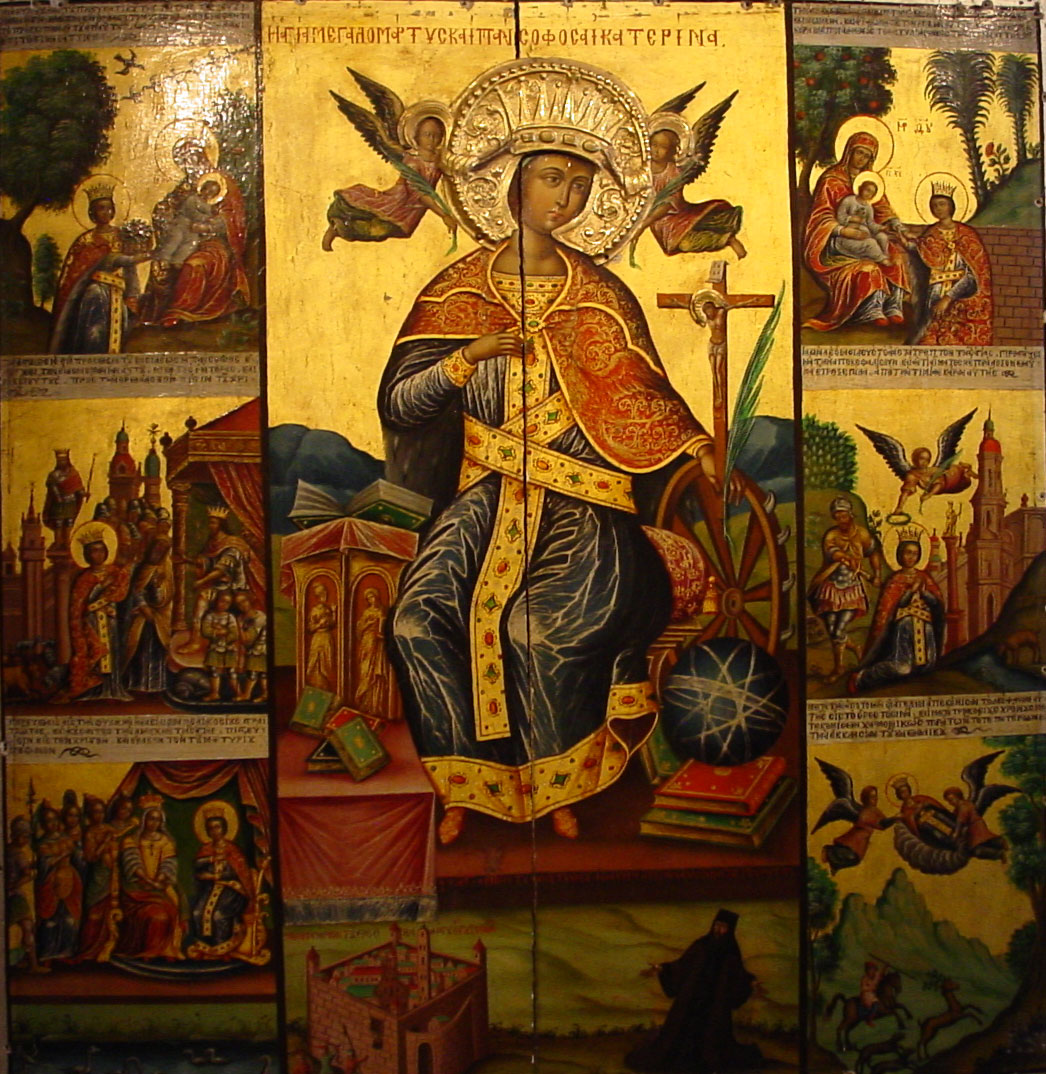
Biểu tượng của Thánh Catherine of Alexandria từ Tu viện Saint Catherine ở Sinai, Ai Cập. Truyền thuyết về Saint Catherine được cho là ít nhiều lấy cảm hứng từ Hypatia.

Cái chết của Hypatia có điểm tương đồng như như các vị tử đạo Kitô giáo ở Alexandria, những người đã bị kéo lê trên đường phố trong cuộc bức hại Decian năm 250. Nhiều nét trong cuộc sống của Hypatia cũng phù hợp với hình mẫu của một vị tử đạo Kitô giáo, đặc biệt là sự đồng trinh trọn đời của bà. Vào đầu thời Trung cổ, những người Kitô giáo đã đưa cái chết của Hypatia vào trong câu chuyện về các vị tử đạo ở Decian và bà trở thành một phần trong truyền thuyết về Thánh Catherine của Alexandria, một vị tử đạo đồng trinh thông thái và có học vấn uyên bác. Khởi đầu sớm nhất cho việc thờ phụng Thánh Catherine là từ thế kỷ thứ tám, khoảng ba trăm năm sau cái chết của Hypatia. Một câu chuyện kể rằng Thánh Catherine đã đối mặt với năm mươi nhà triết học ngoại giáo đang tìm cách khiến bà cải đạo, nhưng ngược lại bà đã khiến tất cả họ cải sang Cơ đốc giáo thông qua tài hùng biện của mình. Một truyền thuyết khác kể rằng Thánh Catherine từng là học trò của Athanasius thành Alexandria.
Cuốn bách khoa toàn thư Byzantine Suda có một mục rất dài về Hypatia, trong đó tóm tắt hai dị bản khác nhau về cuộc đời bà. Mười một dòng đầu tiên lấy từ một nguồn và phần còn lại lấy từ Cuộc đời Isidore của Damascius. Đoạn thứ nhất có thể được lấy từ Onomatolos của Hesychius, trong đó có đoạn bà là "vợ của Isidore Triết gia" (hiển nhiên chỉ Isidore thành Alexandria). Watts cho rằng điều này rất khó hiểu vì Isidore thành Alexandria được sinh ra sau cái chết của Hypatia, và không có triết gia nào tên Isidora sống cùng thời với Hypatia được biết đến. Nó cũng mâu thuẫn với lời kể của Damascius được trích dẫn trong cùng mục đó rằng Hypatia là một trinh nữ trọn đời. Watts cho rằng ai đó có lẽ đã hiểu nhầm ý nghĩa của từ gynē được Damascius sử dụng để mô tả Hypatia trong Cuộc đời Isidore, vì từ đó có thể có nghĩa là "phụ nữ" hoặc "vợ".
Nhà thông thái Byzantine Photios (k. 810/820 - 893) đã đưa cả hai dị bản về Hypatia của Damascius và Socrates Scholasticus vào trong cuốn Bibliotheke của ông. Photios đã bình luận về danh tiếng của Hypatia với tư cách một học giả, nhưng không đề cập đến cái chết của bà, có thể cho thấy rằng ông nhìn nhận sự nghiệp học thuật của bà đáng chú ý hơn. Nhà thông thái Eudokia Makrembolitissa (1021-1096), người vợ thứ hai của hoàng đế Byzantine Constantine X Doukas, được ca tụng bởi nhà sử học Nicephorus Gregoras như là một "Hypatia thứ hai".

### Thời kỳ đầu hiện đại

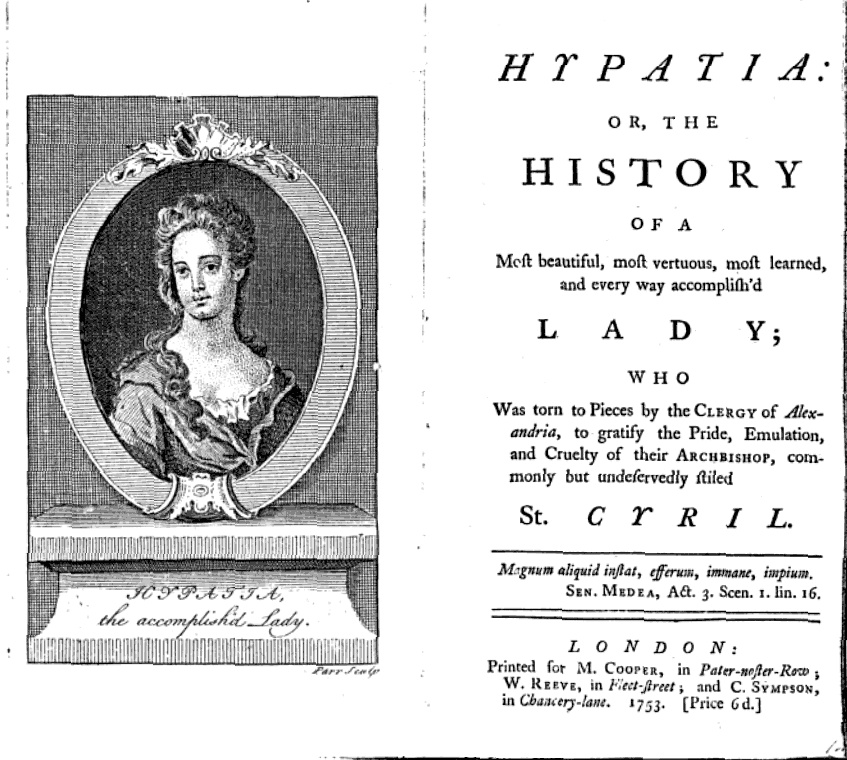
Học giả Thần giáo người Anh thế kỷ thứ mười tám John Toland đã dùng cái chết của Hypatia làm cơ sở cho một cuộc bút chiến chống Công giáo, trong đó ông đã thay đổi các chi tiết về vụ sát hại Hypatia và đưa ra các chi tiết mới không tìm thấy trong bất kỳ sử liệu nào nhằm khắc họa Cyril theo hướng tồi tệ nhất có thể.

Học giả Thần giáo người Anh thế kỷ thứ mười tám John Toland đã dùng cái chết của Hypatia làm cơ sở cho cuộc chiến chống Công giáo của mình, Hypatia: Hoặc Câu chuyện về người phụ nữ đẹp nhất, thẳng thắn nhất, ham học hỏi nhất và hoàn hảo toàn diện; người đã bị xé thành từng mảnh bởi các giáo sĩ Alexandria, để làm thỏa mãn lòng hư vinh và tàn ác của vị Tổng Giám mục, kẻ đã được tôn vinh một cách không xứng đáng là Thánh Cyril. Để đặt cái chết của Hypatia theo chiều hướng tồi tệ nhất có thể, Toland đã thay đổi câu chuyện và đưa ra thêm các chi tiết không tìm thấy trong bất kỳ nguồn sử liệu nào. Năm 1721, Thomas Lewis đã viết một bài trả đũa nhằm bảo vệ Cyril mang tên Câu chuyện về Hypatia, vị nữ hiệu trưởng tai tiếng nhất thành Alexandria: đã bị xử tử và bị xé nát thành từng mảnh bởi dân chúng, để bảo vệ Thánh Cyril và các giáo sĩ Alexandria từ góc nhìn của ông Toland. Lewis đã bỏ qua lời kể của Damascius với lí do không đáng tin và tác giả là "một kẻ vô đạo", và lập luận rằng Socrates Scholasticus là "một người Thanh giáo" luôn luôn có thành kiến chống lại Cyril.
Voltaire, trong tác phẩm Examen important de Milord Bolingbroke ou le tombeau de fanatisme (Sự xét lại nghiêm túc của Ngài Bolingbroke hay Nấm mồ của thói cuồng tín, 1736) đã nói về Hypatia như một người tin vào "quy luật tự nhiên hợp lý" và "năng lực tư duy thoát ra khỏi giáo điều" và mô tả cái chết của bà là "một vụ giết người man rợ gây ra bởi lũ chó săn của Cyril, với sự ủng hộ của những kẻ cuồng tín". Sau đó, trong một mục của cuốn Từ điển Triết học (1772), Voltaire lại miêu tả Hypatia là một thiên tài Thần giáo tự nhiên với suy nghĩ tự do đã bị sát hại dã man bởi các tín đồ Kitô giáo ngu dốt và lầm lạc. Hầu hết các mục đều không nói về bản thân Hypatia mà thay vào đó tranh cãi về việc Cyril có trách nhiệm trong cái chết của bà hay không. Voltaire kết luận với nhận xét mỉa mai rằng "Người ta không thể lột trần một đàn bà đẹp ra để rồi giết hại nàng."
Trong tác phẩm đồ sộ Lịch sử về sự suy tàn và sụp đổ của đế chế La Mã, nhà sử học người Anh Edward Gibbon bàn về quan điểm có tính định hướng của Toland và Voltaire  đã khắc họa Cyril như là đầu sỏ duy nhất của mọi tội ác ở Alexandria vào đầu thế kỷ thứ năm. Ông sử dụng vụ sát hại Hypatia như bằng chứng hỗ trợ cho luận điểm của mình rằng sự trỗi dậy của Kitô giáo đã thúc đẩy sự suy tàn của Đế chế La Mã. Ông nhận xét về việc Cyril tiếp tục được vinh danh như một vị thánh Kitô giáo, rằng "những kẻ mê tín [Kitô giáo] có lẽ ưa thích chuộc tội bằng máu tươi của một vị trinh nữ, hơn là phải quay lưng lại với một vị thánh." Đáp trả những lời buộc tội này, các tác giả Công giáo, cũng như một số tác giả Tin lành người Pháp, kịch liệt bảo vệ quan điểm rằng Cyril hoàn toàn vô tội và Peter Người đọc kinh sách mới là kẻ duy nhất phải chịu trách nhiệm. Trong cuộc tranh cãi gay gắt này, bản thân Hypatia có xu hướng bị phớt lờ, người ta tập trung hơn nhiều vào câu hỏi liệu Peter Người đọc kinh sách đã hành động một mình hay theo lệnh của Cyril.

### Thế kỷ 19
Vào thế kỷ 19, các tác giả văn học châu Âu đã tìm đến huyền thoại về Hypatia theo sự trỗi dậy của chủ nghĩa tân Hy Lạp hóa, một phong trào lãng mạn hóa Hy Lạp cổ đại và các giá trị Hy Lạp. Mối quan tâm đến "huyền thoại văn học Hypatia" bắt đầu tăng lên. Bài luận Ipazia ovvero delle Filosofie (Hypatia hay về Triết học) năm 1827 của Diodata Saluzzo Roero còn đề xuất rằng Cyril thực ra đã cảm hóa Hypatia cải đạo sang Kitô giáo, và bà đã bị giết hại bởi một linh mục ''phản đạo".
Trong các tác phẩm Hypatie (1852) và Hypathie et Cyrille (1857), nhà thơ người Pháp Charles Leconte de Lisle đã khắc họa Hypatia như là mẫu mực của "chân lí và cái đẹp bị hãm hại", là một phụ nữ sinh ra nhầm thời, một nạn nhân của quy luật lịch sử và sự tàn bạo của Kitô giáo.   Cuốn tiểu thuyết năm 1853 của Charles Kingsley, Hypatia; Hoặc, Kẻ thù mới với khuôn mặt cũ ban đầu được dự định là một chuyên luận lịch sử,nhưng cuối cùng lại trở thành tác phẩm lãng mạn thời Victoria điển hình với thông điệp chống Công giáo, đã miêu tả Hypatia như một "nhân vật nữ chính mong manh, tự phụ và gợi cảm" với "tâm hồn của Plato và thân thể của Aphrodite".
Tiểu thuyết của Kingsley cực kì nổi tiếng; nó đã được dịch sang nhiều ngôn ngữ châu Âu và vẫn được in liên tục trong suốt thế kỷ 19. Nó phổ biến cái nhìn lãng mạn về Hypatia như là "vẻ đẹp Hy Lạp cuối cùng" và nhanh chóng được chuyển thể thành nhiều tác phẩm sân khấu, và truyền cảm hứng cho nhiều tác phẩm hội họa và nhiếp ảnh.  
Cùng thời điểm đó, các nhà triết học và các nhà khoa học châu Âu đã mô tả Hypatia như là đại diện cuối cùng của khoa học và tinh thần tự do truy cầu tri thức trước khi bắt đầu "đêm trường trung cổ." Năm 1843, các tác giả người Đức Soldan và Heppe đã tranh luận trong cuốn sách có ảnh hưởng lớn của họ Lịch sử các phiên tòa xét xử phù thủy rằng Hypatia có thể là, "phù thủy" nổi tiếng đầu tiên bị xử tử bởi thế lực Kitô giáo.
Hypatia được vinh danh như một nhà thiên văn học bằng việc được đặt tên cho 238 Hypatia, một tiểu hành tinh vành đai chính được phát hiện vào năm 1884. Miệng núi lửa mặt trăng Hypatia cũng được đặt theo tên bà, cùng với các miệng núi lửa được đặt theo tên của cha bà là Theon.

### Thế kỷ 20
Năm 1908, nhà văn người Mỹ Elbert Hubbard đã xuất bản một cuốn tiểu sử giả tưởng về Hypatia như là một phần trong loạt tác phẩm Những chuyến đi đến Ngôi nhà của những người thầy vĩ đại.  Mặc dù có hình thức tiểu sử, cuốn sách gần như được hư cấu hoàn toàn, với sự thể hiện Hypatia theo hình mẫu của một phụ nữ hiện đại. Bức vẽ minh họa bìa của cuốn sách, vẽ bởi Jules Maurice Gaspard, với hình ảnh một phụ nữ trẻ xinh đẹp với mái tóc gợn sóng vấn lên theo phong cách cổ điển, hiện đã trở hình ảnh tiêu biểu và được lưu truyền rộng rãi nhất về Hypatia.
Cùng khoảng thời gian đó, cuộc đời và cái chết của Hypatia bắt đầu được nhìn nhận dưới quan điểm của phong trào quyền phụ nữ. Tác giả Carlo Pascal vào năm 1908 đã lên tiếng rằng vụ sát hại Hypatia là một hành động chống nữ quyền và có tác động tiêu cực đến cách đối xử với phụ nữ, cũng như sự suy tàn của nền văn minh Địa Trung Hải nói chung. Dora Russell, vợ của Bertrand Russell, đã xuất bản một cuốn sách nói về sự thiếu hụt trong nền giáo dục phụ nữ được hưởng và bất bình đẳng với tiêu đề Hypatia hoặc Phụ nữ và tri thức vào năm 1925. Phần mở đầu giải thích về tiêu đề bà đã chọn: " Hypatia là một giảng viên đại học đã bị các chức sắc Giáo hội bài xích và bị các tín đồ Kitô giáo xé nát thành từng mảnh. Đây có lẽ sẽ là số phận của cuốn sách này." Cái chết của Hypatia trở thành biểu tượng đối với một số nhà sử học. Ví dụ, Kathleen Wider đề xuất rằng vụ sát hại Hypatia đánh dấu sự kết thúc của thời cổ đại, và Stephen Greenblatt nhận thấy rằng vụ sát hại bà đã "đánh dấu sự sụp đổ của sinh hoạt trí thức tại Alexandria". Mặt khác, Christian Wildberg lưu ý rằng triết học Hy Lạp hóa vẫn tiếp tục phát triển trong thế kỷ 5 và 6, có thể cho đến tận thời đại của Justinian I.
Những quan niệm sai lầm về Hypatia tiếp tục sinh sôi nảy nở trong suốt cuối thế kỷ 20. Nhiều tác giả hay chương trình giáo khoa đã sử dụng cuốn tiểu sử giả tưởng của Hubbard như một nguồn chính thống về cuộc đời Hypatia. Tập thứ mười ba và cuối cùng của sê-ri PBS năm 1980 của Carl Sagan Cosmos: A Personal Voyage (Tạm dịch: Vũ trụ: Một chuyến du hành cá nhân) có nhắc đến một phiên bản hư cấu về cái chết của Hypatia, rằng điều này đã dẫn đến việc "Thư viện vĩ đại Alexandria" bị đốt cháy bởi đạo quân Kitô giáo. Trên thực tế, mặc dù những người Kitô giáo do Theophilus lãnh đạo đã phá hủy Serapeum vào năm 391 sau Công nguyên, Thư viện Alexandria đã không hề còn sót lại chút nào từ trước khi Hypatia ra đời.
Hypatia trở thành một hình mẫu cho những người phụ nữ hiện đại thông minh. Nhiều tạp chí, thư viện và dự án về nữ quyền đã được đặt theo tên của bà. Cuộc đời và cái chết của bà được nhắc đến và tái hiện trong nhiều tác phẩm văn học nghệ thuật về nữ quyền.

### Thế kỉ 21
Cuộc đời của Hypatia tiếp tục được sử dụng trong nhiều tác phẩm giả tưởng bởi các tác giả ở nhiều quốc gia và ngôn ngữ. Trong tiểu thuyết Baudolino năm 2002 của Umberto Eco, một nhóm nữ môn đồ của Hypatia đã chạy trốn sau vụ sát hại bà và thành lập một cộng đồng phụ nữ "cố gắng gìn giữ những điều được dạy... [sống] tách biệt khỏi thế giới, để tìm lại những gì Hypatia đã thực sự nói." Cuốn tiểu thuyết Holy Murder năm 2006 của Charlotte Kramer: Cái chết của Hypatia ở Alexandria miêu tả Cyril như một nhân vật phản diện điển hình và Hypatia là một người xuất sắc và được yêu mến, đã làm bẽ mặt Cyril bằng cách chứng minh rằng bà hiểu biết về thánh thư Kitô giáo hơn ông ta. Cuốn tiểu thuyết Flow Down Like Silver (2009) của Ki Longfellow đã hư cấu một câu chuyện chi tiết giải thích tại sao Hypatia bắt đầu dạy học. Cuốn tiểu thuyết Azazeel (2012) của Youssef Ziedan mô tả vụ giết hại dã man của Hypatia qua con mắt của nhà sư Hypa, người chứng kiến vụ việc. Trong The Plot to Save Socrates (2006) của Paul Levinson và các phần tiếp theo của nó Unburning Alexandria và Chronica, Hypatia hóa ra là một người du hành thời gian đến từ Hoa Kỳ thế kỷ hai mươi mốt.
Bộ phim Agora năm 2009, do Alejandro Amenábar đạo diễn và Rachel Weisz đóng vai Hypatia, giả tưởng về những năm cuối đời của Hypatia, Bộ phim chỉ trích những nguyên lí Kitô giáo đương đại, đã có tác động to lớn đến quan niệm phổ biến về Hypatia, chú trọng vào các nghiên cứu về thiên văn học và cơ học của Hypatia hơn là triết lý của bà, và đưa ra những khó khăn mà Hypatia gặp phải khi là một nữ học giả trong xã hội Kitô giáo. Tuy nhiên, bộ phim chứa đựng rất nhiều chi tiết không chính xác về lịch sử.

## Dẫn nguồn
1. ↑  Petta, Adriano; Colavito, Antonino (2009). Hypatia, scientist of Alexandria, 8th March 415 A.D. Lampi di stampa.
2. ↑  "Hypatia". The American Heritage Dictionary of the English Language. Houghton Mifflin Harcourt Publishing Company. 2015.
3. ↑  "Hypatia". Collins English Dictionary. HarperCollins Publishers. 2015.
4. ↑  "Hypatia". Oxford Dictionaries. Oxford University Press. 2015. Bản gốc lưu trữ ngày 22 tháng 12 năm 2015. Truy cập ngày 2 tháng 8 năm 2017.
5. ↑  Krebs, Groundbreaking Scientific Experiments, Inventions, and Discoveries; The Cambridge Dictionary of Philosophy, 2nd edition, Cambridge University Press, 1999: "Greek Neoplatonist philosopher who lived and taught in Alexandria."
6. ↑  Deakin 2012.
7. ↑  Edward Jay Watts, (2006), City and School in Late Antique Athens and Alexandria. "Hypatia and pagan philosophical culture in the later fourth century", pp. 197–198. University of California Press
8. ↑  Deakin 1994, tr. 147.
9. 1 2 3 4  Theodore 2016, tr. 182–183.
10. ↑  Deakin, Michael (ngày 3 tháng 8 năm 1997). "Ockham's Razor: Hypatia of Alexandria". ABC Radio. Truy cập ngày 10 tháng 7 năm 2014.
11. 1 2  Watts 2008, tr. 191–192.
12. ↑  Dzielska 1996, tr. 66–70.
13. ↑  Watts 2008, tr. 150.
14. 1 2 3 4 5  Watts 2008, tr. 192.
15. 1 2 3  Deakin 2007, tr. 107.
16. 1 2 3 4  Booth 2017, tr. 112.
17. 1 2 3  Cameron 2016, tr. 194.
18. 1 2  Bradley 2006, tr. 60.
19. 1 2  Cameron, Long & Sherry 1993, tr. 47.
20. 1 2 3 4 5 6 7 8 9  Booth 2017.
21. ↑  Watts 2017, tr. 21.
22. ↑  Deakin 2007, tr. 52.
23. 1 2 3 4 5  Castner 2010, tr. 49.
24. ↑  Deakin 2007, tr. 51–52.
25. 1 2  Dzielska 1996, tr. 68.
26. 1 2 3 4  Penella 1984, tr. 126–128.
27. 1 2 3  Hoche 1860, tr. 435–474.
28. ↑  J. C. Wensdorf (1747–1748) and S. Wolf (1879), as cited by Penella (1984).
29. ↑  The Oxford Encyclopedia of Ancient Greece and Rome. Oxford University Press. 2010. tr. 20. ISBN 978-0195170726. {{Chú thích sách}}: Đã bỏ qua tham số không rõ |authors= (trợ giúp)
30. 1 2  Socrates of Constantinople. Ecclesiastical History.
31. 1 2 3 4 5 6  "Suda online, Upsilon 166". www.stoa.org. Bản gốc lưu trữ ngày 6 tháng 10 năm 2018. Truy cập ngày 22 tháng 10 năm 2017.
32. ↑  Bregman 1982, tr. 55.
33. ↑  Cameron, Long & Sherry 1993, tr. 49–50.
34. 1 2  Oakes 2007, tr. 364.
35. ↑  Dzielska 1996, tr. 56.
36. ↑  Haas 1997, tr. 311.
37. 1 2 3 4 5 6 7 8 9 10 11 12  Watts 2008, tr. 200.
38. 1 2  Watts 2008, tr. 200–201.
39. ↑  Bregman 1982, tr. 38–39.
40. ↑  Cameron, Long & Sherry 1993, tr. 58–59.
41. ↑  Cameron, Long & Sherry 1993, tr. 58.
42. ↑  Watts 2017, tr. 67–70.
43. 1 2 3 4 5 6  Waithe 1987, tr. 173.
44. 1 2 3 4  Curta & Holt 2017, tr. 283.
45. ↑  Watts 2017, tr. 88.
46. ↑  Dzielska 1996, tr. 28.
47. ↑  Banev 2015, tr. 100.
48. ↑  Watts 2017, tr. 88–90.
49. 1 2 3  Bradley 2006, tr. 63.
50. ↑  Booth 2017, tr. 141.
51. ↑  Booth 2017, tr. 117.
52. 1 2 3 4 5  Deakin 2007, tr. 62.
53. ↑  Booth 2017, tr. 116–117.
54. ↑  Booth 2017, tr. 116.
55. ↑  Booth 2017, tr. 128–130.
56. ↑  Watts 2017, tr. 74–75.
57. 1 2 3 4 5  Watts 2017, tr. 75.
58. ↑  Riedweg 2005, tr. 30.
59. 1 2 3  Booth 2017, tr. 128.
60. ↑  Watts 2017, tr. 60.
61. 1 2 3 4 5  Watts 2008, tr. 196.
62. ↑  Wessel 2004, tr. 49.
63. ↑  Watts 2017, tr. 57–61.
64. 1 2  Deakin 2007, tr. 82.
65. ↑  Watts 2017, tr. 196.
66. ↑  Watts 2008, tr. 195–196.
67. ↑  Watts 2008, tr. 196–197.
68. 1 2 3 4 5 6  Watts 2008, tr. 197.
69. ↑  Dzielska 1996, tr. 95.
70. 1 2 3  Dzielska 2008, tr. 139.
71. ↑  Deakin 2007, tr. 83.
72. ↑  Haas 1997, tr. 310–311.
73. ↑  Wessel 2004, tr. 36–37.
74. ↑  Haas 1997, tr. 312.
75. ↑  Wessel 2004, tr. 36.
76. ↑  Wessel 2004, tr. 37.
77. ↑  Haas 1997, tr. 306.
78. ↑  Haas 1997, tr. 307.
79. ↑  Watts 2008, tr. 197–198.
80. 1 2 3  Novak 2010, tr. 239–240.
81. 1 2  Watts 2008, tr. 198.
82. ↑  Watts 2008, tr. 199–200.
83. 1 2 3 4  Haas 1997, tr. 312–313.
84. 1 2  "Chronicle 84.87–103". Bản gốc lưu trữ ngày 31 tháng 7 năm 2010.
85. ↑  John, Bishop of Nikiû, Chronicle 84.87–103
86. ↑  Grout, James. "Hypatia". Penelope. University of Chicago.
87. ↑  Grout, James. "The Death of Hypatia". Penelope. University of Chicago.
88. 1 2  Booth 2017, tr. 21–22.
89. 1 2 3 4 5 6 7 8  Novak 2010, tr. 240.
90. ↑  Watts 2017, tr. 114–115.
91. 1 2 3  Haas 1997, tr. 313.
92. ↑  Dzielska 1996, tr. 93.
93. ↑  Watts 2017, tr. 115–116.
94. 1 2 3  Watts 2008, tr. 198–199.
95. 1 2 3 4  Watts 2017, tr. 116.
96. 1 2  Watts 2008, tr. 199.
97. ↑  Haas 1997, tr. 235–236, 314.
98. ↑  Haas 1997, tr. 314.
99. 1 2  Cameron, Long & Sherry 1993, tr. 59.
100. ↑  Ecclesiastical History, Bk VII: Chap. 15 Lưu trữ ngày 14 tháng 8 năm 2014 tại Wayback Machine (miscited as VI:15).
101. 1 2 3 4 5  Watts 2017, tr. 117.
102. 1 2 3  Watts 2017, tr. 121.
103. ↑  Dzielska 1996, tr. 95–96.
104. 1 2  Haas 1997, tr. 436.
105. ↑  Haas 1997, tr. 67, 436.
106. 1 2 3  Watts 2008, tr. 197–200.
107. ↑  MacDonald, Beverley and Weldon, Andrew. (2003). Written in Blood: A Brief History of Civilization (pg. 173). Allen & Unwin.
108. 1 2 3 4 5 6 7 8 9  Castner 2010, tr. 50.
109. 1 2  Deakin 2007, tr. 111.
110. 1 2  Cameron 2016, tr. 194–195.
111. 1 2  Dzielska 2008, tr. 132.
112. ↑  Bradley 2006, tr. 59–60.
113. ↑  Booth 2017, tr. 106.
114. 1 2  Waithe 1987, tr. 174–175.
115. 1 2  Emmer 2012, tr. 74.
116. 1 2  Dzielska 1996, tr. 71–2.
117. 1 2 3 4  Cameron 2016, tr. 193–194.
118. 1 2  Booth 2017, tr. 108–111.
119. 1 2  Emmer 2012, tr. 76.
120. 1 2 3 4  Waithe 1987, tr. 175.
121. 1 2 3 4  Booth 2017, tr. 110.
122. ↑  Deakin 1992, tr. 20–22.
123. ↑  Booth 2017, tr. 109.
124. ↑  Bradley 2006, tr. 61.
125. ↑  Dzielska 1996, tr. 72.
126. ↑  Deakin 1994.
127. ↑  Dixon, Don. "COSMOGRAPHICA Space Art and Science Illustration".
128. 1 2 3 4 5  Deakin 2007, tr. 102–104.
129. 1 2  Deakin 1992, tr. 22.
130. ↑  Booth 2017, tr. 111–113.
131. 1 2  Booth 2017, tr. 111.
132. 1 2  Pasachoff & Pasachoff 2007, tr. 226.
133. 1 2 3 4 5  Theodore 2016, tr. 183.
134. ↑  Booth 2017, tr. 112–113.
135. ↑  Deakin 2007, tr. 104–105.
136. ↑  Booth 2017, tr. 113–114.
137. 1 2  Booth 2017, tr. 115.
138. 1 2 3 4  Deakin 2007, tr. 105.
139. ↑  Booth 2017, tr. 114–115.
140. 1 2 3  Booth 2017, tr. 151–152.
141. 1 2 3  Watts 2017, tr. 154–155.
142. 1 2 3  Booth 2017, tr. 151.
143. ↑  Watts 2008, tr. 201.
144. ↑  Watts 2017, tr. 117–119.
145. 1 2 3 4  Watts 2017, tr. 119.
146. ↑  Watts 2017, tr. 119–120.
147. ↑  Watts 2017, tr. 120.
148. ↑  Watts 2017, tr. 155.
149. ↑  Synodicon, c. 216, in iv. tom. Concil. p. 484, as detailed in The History of the Decline and Fall of the Roman Empire, vol. 8, chapter XLVII
150. ↑  Whitfield 1995, tr. 14.
151. ↑  Wessel 2004, tr. 51.
152. ↑  Rosser 2008, tr. 12.
153. 1 2  Dzielska 1996, tr. 18.
154. 1 2 3  Wessel 2004, tr. 52–53.
155. 1 2 3  Cameron, Long & Sherry 1993, tr. 41–44.
156. ↑  Dzielska 1996, tr. 55.
157. ↑  Deakin 2007, tr. 54.
158. 1 2 3 4 5  Deakin 2007, tr. 135–136.
159. 1 2  Walsh 2007, tr. 10.
160. 1 2 3 4  Booth 2017, tr. 152.
161. ↑  Dzielska 2008, tr. 141.
162. 1 2  Walsh 2007, tr. 11.
163. ↑  Booth 2017, tr. 150.
164. 1 2  Walsh 2007, tr. 10–11.
165. ↑  Walsh 2007, tr. 34.
166. ↑  Deakin 2007, tr. 135.
167. ↑  Watts 2017, tr. 128–129.
168. 1 2 3  Watts 2017, tr. 129.
169. ↑  Booth 2017, tr. 130.
170. 1 2  Watts 2017, tr. 129–130.
171. ↑  Booth 2017, tr. 130–131.
172. ↑  "Isidorus 1" entry in John Robert Martindale, (1980), The Prosopography of the Later Roman Empire. Cambridge University Press
173. 1 2  Watts 2017, tr. 130.
174. ↑  Watts 2017, tr. 130–131.
175. ↑  Dzielska 1996, tr. 67.
176. 1 2 3 4 5 6  Dzielska 1996, tr. 2.
177. 1 2 3  Watts 2017, tr. 135–136.
178. ↑  Ogilvie, M. B. (1986). Women in science: Antiquity through the 19th century. Cambridge, MA: The MIT Press.
179. 1 2 3  Watts 2017, tr. 136–137.
180. 1 2 3 4  Dzielska 1996, tr. 3.
181. 1 2 3 4 5 6  Watts 2017, tr. 139.
182. ↑  Dzielska 1996, tr. 3–4.
183. 1 2  Dzielska 1996, tr. 4.
184. 1 2 3 4 5  Watts 2017, tr. 142.
185. ↑  Saluzzo Roero, Diodata (1827). Ipazia ovvero Delle filosofie poema di Diodata Saluzzo Roero.
186. ↑  Edwards 1999, tr. 112.
187. ↑  Booth 2017, tr. 20–21.
188. ↑  Dzielska 1996, tr. 4–5.
189. ↑  Dzielska 1996, tr. 8.
190. 1 2  Booth 2017, tr. 15.
191. ↑  Snyder, J.M. (1989). The woman and the lyre: Women writers in classical Greece and Rome. Carbondale, IL: Southern Illinois University Press.
192. ↑  Dzielska 1996, tr. 9.
193. ↑  Watts 2017, tr. 141–142.
194. 1 2 3  Dzielska 1996, tr. 11.
195. 1 2 3  Watts 2017, tr. 141.
196. ↑  Marsh, Jan; Nunn, Pamela Gerrish (1997). Pre-Raphaelite women artists: Barbara Leigh Smith Bodichon …. Manchester City Art Galleries. ISBN 978-0-901673-55-8.
197. ↑  Soldan, Wilhelm Gottlieb (1843). Geschichte der Hexenprozesse: aus dem Qvellen Dargestellt. Cotta., p.82.
198. 1 2 3  Booth 2017, tr. 27.
199. ↑  Booth 2017, tr. 25–26, 28.
200. 1 2 3 4 5  Deakin 2007, tr. 163.
201. 1 2  Cohen 2008, tr. 47.
202. 1 2  Booth 2017, tr. 25–26.
203. 1 2 3 4 5  Cohen 2008, tr. 47–48.
204. ↑  Cohen 2008, tr. 48.
205. 1 2 3 4 5  Dzielska 1996, tr. 16.
206. 1 2  Booth 2017, tr. 25.
207. 1 2  Booth 2017, tr. 26–27.
208. ↑  Wider, Kathleen (1986). "Women Philosophers in the Ancient Greek World: Donning the Mantle". Hypatia. Quyển 1 số 1. tr. 21–62. doi:10.1111/j.1527-2001.1986.tb00521.x. JSTOR 3810062.
209. ↑  Greenblatt, The Swerve: how the world became modern 2011:93.
210. ↑  Christian Wildberg, in Hypatia of Alexandria – a philosophical martyr, The Philosopher's Zone, ABC Radio National (4 April 2009)
211. ↑  Dzielska 1996, tr. 105.
212. ↑  Booth 2017, tr. 22.
213. 1 2  Booth 2017, tr. 22–23.
214. ↑  Booth 2017, tr. 14–30.
215. ↑  Booth 2017, tr. 13–20.
216. 1 2 3  Booth 2017, tr. 16.
217. 1 2  Booth 2017, tr. 16–18.
218. ↑  Booth 2017, tr. 17.
219. ↑  Booth 2017, tr. 18–19.
220. ↑  Booth 2017, tr. 19–20.
221. ↑  Levinson, Paul (tháng 11 năm 2008). "Unburning Alexandria". Analog Science Fiction and Fact. Bản gốc lưu trữ ngày 14 tháng 3 năm 2013. Truy cập ngày 26 tháng 3 năm 2013.
222. ↑  Clark, Brian Charles (2006). "The Plot to Save Socrates – book review". Curled Up With A Good Book. Bản gốc lưu trữ ngày 7 tháng 9 năm 2013. Truy cập ngày 26 tháng 3 năm 2013.
223. ↑  "Inteview [sic] with Paul Levinson, Author of Unburning Alexandria". The Morton Report. 2013. Bản gốc lưu trữ ngày 28 tháng 12 năm 2019. Truy cập ngày 3 tháng 11 năm 2013.
224. 1 2 3  Watts 2017, tr. 145.
225. ↑  Booth 2017, tr. 13–14.
226. ↑  Theodore 2016, tr. 182.
227. ↑  Watts 2017, tr. 146.
228. ↑  Mark 2014.